# Poull ball
Le Poull ball est un sport collectif conçu par un enseignant belge en éducation physique. Deux équipes (mixtes) de 5 personnes s'affrontent avec un gros ballon en respectant plusieurs règles sur un terrain rectangulaire de 40 m de long par 20 m de large. L'objectif de chaque équipe est de faire tomber l'une des deux cibles.

## Histoire
François Poull crée ce sport en 2009, alors qu’il est toujours étudiant en éducation physique à la Haute École Robert Schuman à Virton, Belgique. Le sport est intégré dans le programme scolaire d'éducation physique et santé en France et au Canada en plus d'être défendu par les différentes fédérations de sport scolaire en Belgique[réf. nécessaire].
Le sport débarque en Suisse romande vers 2014, au Maroc l'année d'après, à Tahiti vers 2017.

## Équipement

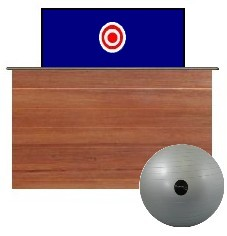
Equipement pour jouer au poull-ball.

### Matériel
Le jeu se joue avec un ballon de 55 cm de diamètre qui permet de faire tomber un des deux cubes de 50 cm2 situés sur un support à 1,5 m.

## Règlement

### Règles du jeu
- Le jeu se gagne avec 3 sets gagnants de 7 points,
- 1 point par tir direct, 2 point par tir à la volée,
- Contact avec le porteur du ballon interdit,
- 3 passes minimum avant de tirer sur une cible,
- 3 pas et 5 s maximum balle en main,
- Les deux cibles sont ciblables,
- Le dribble est interdit,
- La pénétration de la zone circulaire est interdite (cercles autour des cibles)
- Le penalty se tire dos à la cible[7],[8].

## Les joueurs et les joueuses

### Écoles
Le Poull-Ball se développe surtout dans le cadre scolaire. Plus de 300 écoles l'ont intégré à leurs plannings. Aujourd'hui, c'est plusieurs régions du monde qui s'y intéressent comme en Belgique, France, Suisse, Maroc, Canada (dans 60 écoles en 2015), Tahiti, etc.

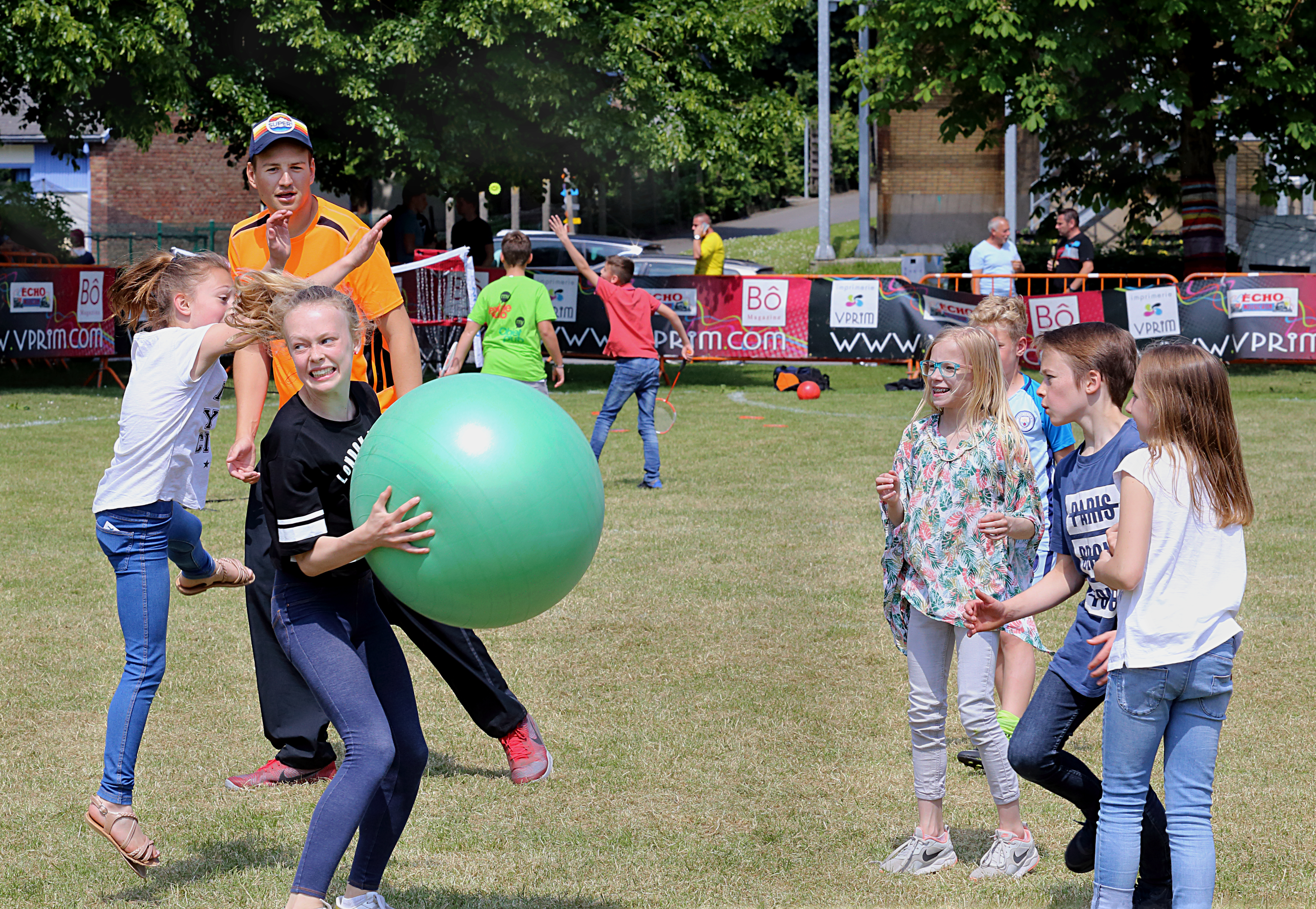
Initiation au Poull ball.

## Distinction
- En 2009, François Poull, pour son sport, obtient le prix du Fair Play dans la catégorie : association développant un projet valorisant le fair-play et l’éthique sportive, décerné par la province de Luxembourg, le Panathlon Wallonie-Bruxelles avec le soutien du Comité international pour le fair play (en)[9].
- Prix du fair Play du Panathlon, décerné par le Panathlon Wallonie-Bruxelles, à un acteur du monde sportif faisant la promotion du fair-play dans le sport[10].